# Melanie Schmitz
Melanie Schmitz (geboren 1994 oder 1995) ist eine rechtsextreme Aktivistin. Laut Medienberichten wird sie vom Verfassungsschutz überwacht.

## Leben
Melanie Schmitz ist gelernte Gestalterin (GTA). Sie studierte zudem Kommunikationswissenschaften. Schmitz lebt in Berlin und war in „Kontrakultur Halle“, einem regionalen Ableger der Identitären Bewegung, aktiv. Der Leiter des Verfassungsschutzes Sachsen-Anhalt bezeichnet die hallische Gruppe als „Trendsetter für die Identitäre Bewegung in ganz Deutschland“. Sie war ebenfalls Mitbegründerin und Mitglied der Damenverbindung „Atrytone Assindia zu Essen“, die zur Zeit inaktiv ist. Laut den Zeit-Journalisten Christian Fuchs und Paul Middelhoff ist sie eine der prominentesten Politaktivistinnen der Identitären. Der Spiegel nannte Schmitz 2017 „das Postergirl der neuen Rechten“.
Schmitz tritt bei Kundgebungen der Neuen Rechten auf und bespielt entsprechend ihre eigenen Social-Media-Kanäle. Auf ihrem Instagram-Account platziert sie neben unverfänglichen Bildern immer wieder politische Aussagen und lässt sich beispielsweise als Reaktion auf „Good Night White Pride“ in T-Shirts mit der Aufschrift „Good Night Left Side“ oder unter einer Flagge von CasaPound ablichten. Auf YouTube singt sie unter anderem Lieder über „Remigration“ und engagiert sich auch bei der IB-nahen Initiative Ein Prozent. Das Video zu Counterculture Eastside erstellte sie mit dem Identitären-Rapper Komplott. Zusammen mit ihm und dem Rapper Chris Ares trat sie auf dem ersten Festival der Identitären in der Dresdner Innenstadt auf, das bis zu 500 Rechte aus der Identitären Bewegung versammelte. Dort spielte sie solo einige Lieder ihres Chanson-Duos Varieté Identitaire, das sie mit Till-Lucas Wessels bildet. Die Gruppe trat ebenfalls auf der AfD-Wahlparty im September 2016 in Schwerin mit einer rechten Coverversion von Jennifer Rostocks Wähl die AfD auf.